# マグダレナ・マレーバ
マグダレナ・マレーバ（Magdalena Maleeva, ブルガリア語: Магдалена Малеева, 1975年4月1日 - ）は、ブルガリア・ソフィア出身の元女子プロテニス選手。姉妹プロテニス選手として有名な「マレーバ3姉妹」（マニュエラ、カテリナ、マグダレナ）の末っ子である。自己最高ランキングはシングルス4位、ダブルス13位。WTAツアーでシングルス10勝、ダブルス5勝を挙げた。身長168cm、体重59kg。右利き、バックハンド・ストロークは両手打ち。「マギー」（Maggie）という愛称で親しまれた。

## 来歴
マレーバの家族は、母親がブルガリアの国内テニス選手権で9度優勝するほどの名選手で、父親はバスケットボールのブルガリア・ナショナル・チームでプレーした経歴を持つ、スポーツの名門一家だった。その環境の中でマレーバ3姉妹はテニスに親しみ、マグダレナも自然にテニスを始める。1989年4月に14歳でプロ入り。4大大会の自己最高成績は、1992年全米オープンのベスト8で、この準々決勝では姉のマニュエラと“姉妹対決”の最中に 2-6, 3-5 で故障のため途中棄権を余儀なくされた。この年にサンマリノの大会でツアー初優勝を挙げている。
1993年4月30日、マグダレナ・マレーバはテニス史上最大の悲劇を目撃する。ドイツ・ハンブルクの「シチズン・カップ」準々決勝でモニカ・セレシュと対戦していた試合中に、セレシュがドイツ人の暴漢ギュンター・パルシェに背中を刺された。この時マグダレナは 4-6, 3-4 とリードされて、チェンジ・コート（奇数ゲームの終了後、90秒間の休憩時間が与えられ、その後コートで打つポジションを交替すること）の合間の出来事だった。
1993年には「マレーバ3姉妹」の3人全員が全豪オープン・全仏オープン・ウィンブルドンの3大会連続で4大大会のシード選手に入った。4大大会の組み合わせ抽選では、世界ランキング上位16名が「シード選手」の資格を得られるが、この時期は3人とも世界ランキング16位以内に入ったのである。同年の全米オープンでは3人姉妹全員が4回戦に進出した。マグダレナは4回戦で止まったが、次女カテリナは準々決勝へ、長女マニュエラは準決勝まで進出している。
2003年6月、マグダレナはイギリス・バーミンガムで行われた「DFSクラシック」（芝生コート、ウィンブルドン前哨戦の1つ）にて、決勝戦で日本の浅越しのぶを 6-1, 6-4 で破って優勝した。オリンピックのブルガリア代表選手としても、1992年・1996年・2004年の3度出場している。
一番上の姉マニュエラは、コーチと結婚してスイスに移住し、1994年2月に27歳で現役を引退した。次女のカテリナも1996年末に27歳で引退している。マグダレナは姉たちの引退後も故国ブルガリアで長く現役を続行したが、2005年10月第3週の「チューリッヒ・オープン」2回戦敗退を最後に30歳で現役を引退した。現在は母親と3人姉妹が「マレーバ・テニスクラブ」を経営し、後進の育成に携わっている。
その後マグダレナは、2010年のブルガリア選手権に35歳で出場し優勝している。2011年のフェドカップにダブルスで出場している。

## WTAツアー決勝進出結果

### シングルス: 21回 (10勝11敗)
| 大会グレード         |
| -------------------- |
| グランドスラム (0–0) |
| ティア I (2–3)       |
| ティア II (2–4)      |
| ティア III (3–3)     |
| ティア IV & V (3–1)  |

| 結果   | No. | 決勝日         | 大会             | サーフェス        | 対戦相手                         | スコア           |
| ------ | --- | -------------- | ---------------- | ----------------- | -------------------------------- | ---------------- |
| 準優勝 | 1.  | 1991年4月28日  | ボル             | クレー            | サンドラ・チェッキーニ           | 4–6, 6–3, 5–7    |
| 優勝   | 1.  | 1992年7月27日  | サンマリノ       | クレー            | フェデリカ・ボンシニョーリ       | 7–6(3), 6–4      |
| 準優勝 | 2.  | 1993年1月10日  | ブリスベン       | ハード            | コンチタ・マルティネス           | 3–6, 4–6         |
| 優勝   | 2.  | 1994年9月25日  | モスクワ         | カーペット (室内) | サンドラ・チェッキーニ           | 7–5, 6–1         |
| 優勝   | 3.  | 1994年10月9日  | チューリッヒ     | カーペット (室内) | ナターシャ・ズベレワ             | 7–5, 3–6, 6–4    |
| 優勝   | 4.  | 1995年2月12日  | シカゴ           | カーペット (室内) | リサ・レイモンド                 | 7–5, 7–6(2)      |
| 準優勝 | 3.  | 1995年4月5日   | ヒルトン・ヘッド | クレー            | コンチタ・マルティネス           | 1–6, 1–6         |
| 準優勝 | 4.  | 1995年5月21日  | ベルリン         | クレー            | アランチャ・サンチェス・ビカリオ | 4–6, 1–6         |
| 優勝   | 5.  | 1995年9月24日  | モスクワ         | カーペット (室内) | エレーナ・マカロワ               | 6–4, 6–2         |
| 準優勝 | 5.  | 1995年10月1日  | ライプツィヒ     | カーペット (室内) | アンケ・フーバー                 | 不戦敗           |
| 優勝   | 6.  | 1995年11月5日  | オークランド     | カーペット (室内) | 杉山愛                           | 6–3, 6–4         |
| 準優勝 | 6.  | 1996年5月26日  | マドリード       | クレー            | ヤナ・ノボトナ                   | 6–4, 4–6, 3–6    |
| 優勝   | 7.  | 1999年11月21日 | パタヤ           | ハード            | アンネ・クレマー                 | 4–6, 6–1, 6–2    |
| 準優勝 | 7.  | 2000年10月1日  | ルクセンブルク   | カーペット (室内) | ジェニファー・カプリアティ       | 6–4, 1–6, 4–6    |
| 準優勝 | 8.  | 2001年2月18日  | ニース           | カーペット (室内) | アメリ・モレスモ                 | 2–6, 0–6         |
| 優勝   | 8.  | 2001年4月22日  | ブダペスト       | クレー            | アンネ・クレマー                 | 3–6, 6–2, 6–4    |
| 準優勝 | 9.  | 2001年9月30日  | ライプツィヒ     | カーペット (室内) | キム・クライシュテルス           | 1–6, 1–6         |
| 優勝   | 9.  | 2002年10月6日  | モスクワ         | カーペット (室内) | リンゼイ・ダベンポート           | 5–7, 6–3, 7–6(4) |
| 準優勝 | 10. | 2002年10月27日 | ルクセンブルク   | ハード (室内)     | キム・クライシュテルス           | 1–6, 2–6         |
| 優勝   | 10. | 2003年6月15日  | バーミンガム     | 芝                | 浅越しのぶ                       | 6–1, 6–4         |
| 準優勝 | 11. | 2004年2月8日   | 東京             | カーペット (室内) | リンゼイ・ダベンポート           | 4–6, 1–6         |

### ダブルス: 10回 (5勝5敗)
| 結果   | No. | 決勝日        | 大会               | サーフェス        | パートナー             | 対戦相手                                                | スコア           |
| ------ | --- | ------------- | ------------------ | ----------------- | ---------------------- | ------------------------------------------------------- | ---------------- |
| 優勝   | 1.  | 1991年4月28日 | ボル               | クレー            | ローラ・ゴラルサ       | サンドラ・チェッキーニ ローラ・ガロン                   | 不戦勝           |
| 準優勝 | 1.  | 1993年2月14日 | 大阪               | カーペット (室内) | マニュエラ・マレーバ   | ヤナ・ノボトナ ラリサ・ネーランド                       | 1–6, 3–6         |
| 準優勝 | 2.  | 1993年4月25日 | バルセロナ         | クレー            | マニュエラ・マレーバ   | コンチタ・マルティネス アランチャ・サンチェス・ビカリオ | 6–4, 1–6, 0–6    |
| 優勝   | 2.  | 2002年2月17日 | アントワープ       | カーペット (室内) | パティ・シュナイダー   | ナタリー・ドシー メイレン・ツー                         | 6–3, 6–7(3), 6–3 |
| 準優勝 | 3.  | 2002年6月23日 | スヘルトーヘンボス | 芝                | ビアンカ・ラマデ       | キャサリン・バークレー マルチナ・ミュラー               | 4–6, 5–7         |
| 優勝   | 3.  | 2003年3月30日 | マイアミ           | ハード            | リーゼル・フーバー     | 浅越しのぶ 宮城ナナ                                     | 6–4, 3–6, 7–5    |
| 優勝   | 4.  | 2003年5月4日  | ワルシャワ         | クレー            | リーゼル・フーバー     | エレニ・ダニリドゥ フランチェスカ・スキアボーネ         | 3–6, 6–4, 6–2    |
| 準優勝 | 4.  | 2004年1月10日 | ゴールドコースト   | ハード            | リーゼル・フーバー     | スベトラーナ・クズネツォワ エレーナ・リホフツェワ       | 3–6, 4–6         |
| 準優勝 | 5.  | 2004年2月8日  | 東京               | カーペット (室内) | エレーナ・リホフツェワ | カーラ・ブラック レネ・スタブス                         | 0–6, 1–6         |
| 優勝   | 5.  | 2005年1月8日  | ゴールドコースト   | ハード            | エレーナ・リホフツェワ | マリア・エレナ・カメリン シルビア・ファリナ・エリア     | 6–3, 5–7, 6–1    |

## 4大大会シングルス成績
略語の説明
| W | F | SF | QF | #R | RR | Q# | LQ | A | Z# | PO | G | S | B | NMS | P | NH |

W=優勝, F=準優勝, SF=ベスト4, QF=ベスト8, #R=#回戦敗退, RR=ラウンドロビン敗退, Q#=予選#回戦敗退, LQ=予選敗退, A=大会不参加, Z#=デビスカップ/BJKカップ地域ゾーン, PO=デビスカップ/BJKカッププレーオフ, G=オリンピック金メダル, S=オリンピック銀メダル, B=オリンピック銅メダル, NMS=マスターズシリーズから降格, P=開催延期, NH=開催なし.
| 大会           | 1989 | 1990 | 1991 | 1992 | 1993 | 1994 | 1995 | 1996 | 1997 | 1998 | 1999 | 2000 | 2001 | 2002 | 2003 | 2004 | 2005 | 通算成績 |
| -------------- | ---- | ---- | ---- | ---- | ---- | ---- | ---- | ---- | ---- | ---- | ---- | ---- | ---- | ---- | ---- | ---- | ---- | -------- |
| 全豪オープン   | A    | LQ   | 4R   | 1R   | 4R   | 4R   | 1R   | A    | A    | 1R   | A    | 1R   | 1R   | 4R   | 3R   | 2R   | 3R   | 17–12    |
| 全仏オープン   | LQ   | 3R   | 1R   | 3R   | 4R   | 1R   | 2R   | 4R   | 1R   | A    | 1R   | 3R   | 1R   | 1R   | 4R   | 4R   | 2R   | 20–15    |
| ウィンブルドン | A    | 2R   | 1R   | 1R   | 3R   | 2R   | A    | 2R   | 3R   | A    | A    | 2R   | 4R   | 4R   | 2R   | 4R   | 4R   | 21–13    |
| 全米オープン   | LQ   | 1R   | 2R   | QF   | 4R   | 4R   | 2R   | 1R   | 3R   | A    | A    | 2R   | 2R   | 3R   | 1R   | 2R   | 2R   | 20–14    |